# Läsestuga
Läsestuga var tidigare ett för allmänheten avsett läsrum med bibliotek, från vilket böcker antingen lånades ut för läsning på plats eller lämnades ut som hemlån. Läsestugorna upprättades till en början huvudsakligen i mer filantropiskt syfte för att bereda den mindre bemedlade befolkningen en inbjudande tillflyktsort och motverka besök på krogar, kaféer och dylikt. Samtidigt därmed har givetvis folkbildningsintresset gjort sig gällande vid inrättandet av läsestugor.
I Stockholm upprättade den 1900 bildade föreningen Folkbibliotek och läsestugor flera läsestugor. I en del andra svenska städer hade också läsestugor inrättats.